# Лук голубой
Лук голубой (лат. Allium caeruleum) — вид многолетних травянистых растений рода Лук (Allium) семейства Амариллисовые (Amaryllidaceae).

## Ботаническое описание
Многолетнее травянистое растение, 25—95 см высотой. Луковица одиночная, яйцевидная или шаровидно-яйцевидная, одетая плёнчатыми чешуями. Стебель прямой, цилиндрический, слабо бороздчатый. Листья узколинейные, снизу килевидные, трёхгранные, расположенные в числе 3—4 очерёдно в нижней трети стебля, короче его, 2—3 мм шириной.
Зонтик многоцветковый, густой, шаровидный, реже полушаровидный, 2,5—4 см в поперечнике; покрывальце 2-листное, листочки округло-яйцевидные, заострённые; цветоножки тонкие, синеватые, в 2—4 раза длиннее ширококолокольчатого околоцветника, листочки которого синие или темно-голубые, 3—5 мм длиной и 1—2,5 мм шириной, наружные продолговато-эллиптические, туповато-заострённые, внутренние — немного уже, эллиптически-ланцетовидные. Тычинки почти равны или немного длиннее околоцветника, книзу расширенные, внутренние немного сильнее, без зубчиков, при основании сросшиеся между собой и с околоцветником.

## Распространение и экология
В диком виде распространён на солонцах степей и нижнегорного пояса от Астраханской области на Западе через Казахстан и Западную Сибирь до северо-западных районов Китая на востоке.

## Хозяйственное значение и применение
Луковицы съедобны. Может быть использован в качестве декоративного растения.